# Caryocar glabrum
Espèce
Classification APG III (2009)
Statut de conservation UICN

 LC  : Préoccupation mineure
Synonymes
Selon Tropicos (30 mars 2022) et GBIF (30 mars 2022) :
- Caryocar coccineum Pilg.
- Caryocar tessmannii Pilg.
- Caryocar toxiferum Barb. Rodr.
- Pekea ternata Poir.
- Rhizobolus glaber (Aubl.) Corrêa
- Rhizobolus glaber (Aubl.) Corrêa ex Steud.
- Rhizobolus saouvari Corrêa
- Rhizobolus souari Steud.
- Saouari glabra Aubl. - Basionyme

Caryocar glabrum est une espèce de plantes à fleurs de la famille des Caryocaracées. C'est un arbre néotropical. Comme toutes les espèces de Caryocar, il produit des noix comestibles.
La sous-espèce C. glabrum subsp glabrum est connue en Guyane sous les noms de Chawari, Chawari montagne (Créole), Peke'a lã (Wayãpi), Sawa (Palikur), Piquiárana (Portugais), Bois savonneux, Saouari, Saouari à feuilles lisses, Agougagui, Kassagnan (Paramaka).
On l'appelle aussi Jigua,, Jigua barbasco au Venezuela, Piquiá-rana da terra firme (Pará), Pequi, Piquiá-rana, au Brésil), Haw (Puinave), e-ko (Barasana), Kön (Cubeo) en Colombie, Aloekoemarirang, Sawarie, Sopohoedoe au Suriname, Almendra, Almendro au Pérou ,.

## Description
Caryocar glabrum est un grand à très grand arbre atteignant 15 à 30(50) m de haut, pour 1,30 m de diamètre.
Le tronc cylindrique est doté ou non de gros contreforts, peu élevés formés par le début des racines, épais, arrondis, généralement simples, rarement ramifiés et étalés.
L'écorce externe est lisse chez les jeunes arbres, devenant rugueuse chez les arbres plus âgés, écailleuse à faiblement fissurée, grisâtre à brun foncé, lenticellée, les lenticelles en rangées verticales, l'écorce interne de couleur chair, avec des inclusions jaunes, très fibreuse, les fibres orientées dans des directions différentes.
Les jeunes rameaux sont glabres ou légèrement pubérulents-glabrescents.
Le bois parfait est de couleur brun clair, plus ou moins distinct de l'aubier, à grain plutôt grossier, avec des contre-fils fréquents, léger à dense (densité : 0,56 à 0,92), à 4 à 6 vaisseaux par mm2 disséminés, isolés ou accolés radialement par 2-3, larges de 210 à 260 µm, très fréquemment obstrués par des thylles à parois minces.

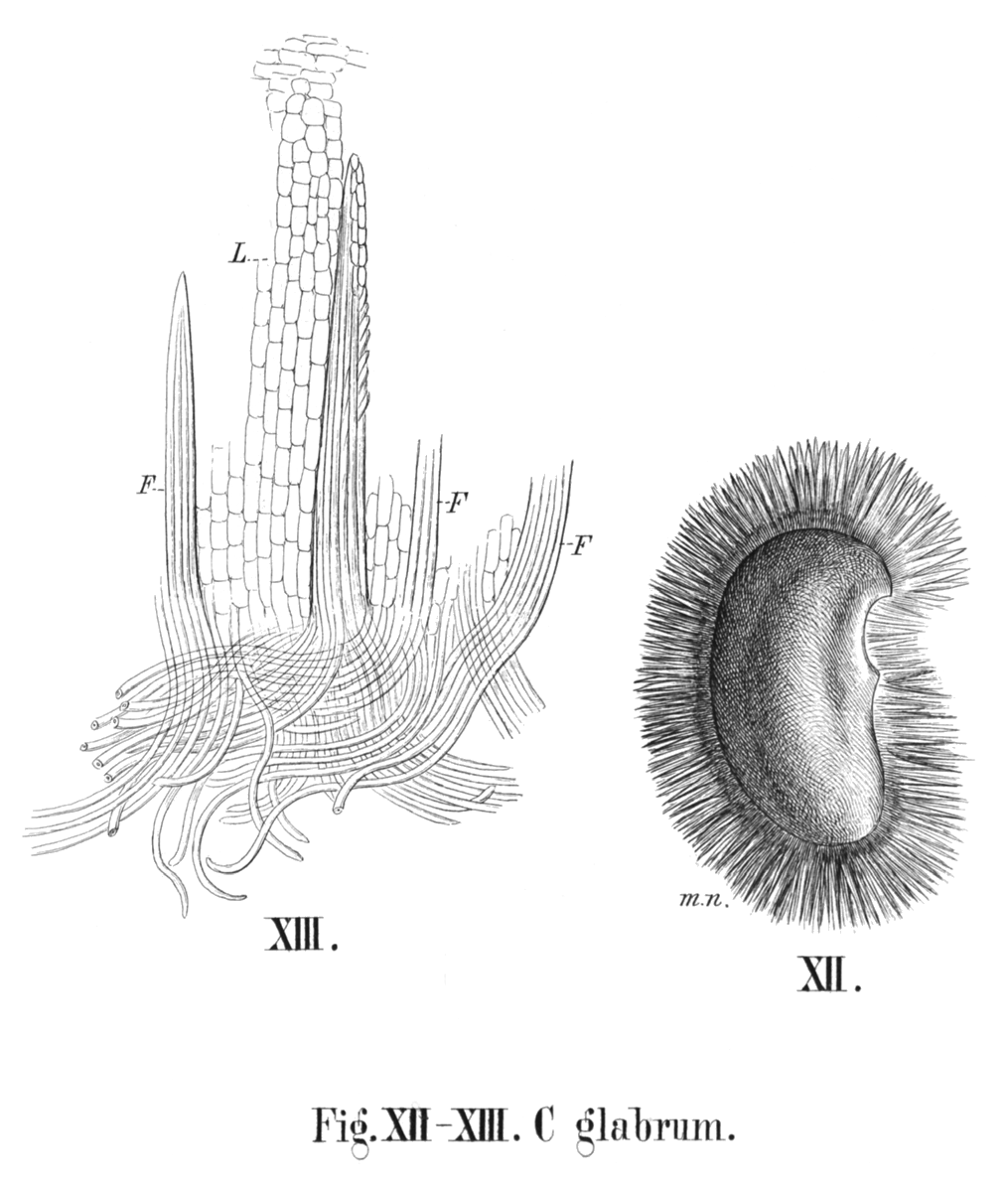
Caryocar glabrum : XII. Endocarpe (coupe frontale) - XIII. Coupe histologique de la limite mésocarpe/endocarpe.

Les feuilles sont opposées-décussées, composées-trifoliolées, à 2 stipules longues de 3 mm, précocement caduques..
Les pétioles sont longs de (2)4-8(15) cm, cylindriques, glabres ou légèrement pubérulents-glabrescents.
Les folioles sont courtement pétiolulées, avec le pétiolule terminal long de (2)5 à 10(13) mm et les pétiolules latéraux égaux ou légèrement plus courts que le terminal.
Les pétiolules sont peu pubérulents, glabrescents, généralement peu canaliculés, avec des stipelles absents ou petits et précocement caducs.
La foliole terminale est longue de (6)7,5-15(-18) cm pour (2,5)3,5-7(-9) cm de large, et les folioles latérales étant à peu près de même taille.
Les folioles sont de forme elliptiques, oblongues-elliptiques ou ovales-elliptiques, légèrement asymétriques, obtusément acuminées à l'apex (acumen long de 5 à 10 mm), à base cunéiforme aiguë à obtuse ou arrondie à subcunée et inégale.
Les marges sont entières à légèrement ondulées/crénelées.
Le limbe est glabre au-dessus, subcoriaces, d'un vert brillant, glabre en dessous ou avec quelques poils sur la nervure médiane et une masse hirsute à l'aisselle des nervures secondaires.
Les nervures sont plus ou moins planes dessus, et saillantes dessous.
On compte 7-11(15) paires de nervures secondaires.
Les stipelles sont minuscules, caducs ou rarement plus grands et persistants.
Les inflorescences sont des groupes de racèmes ou corymbes terminales, dressées, de 8-10(30) fleurs, portées sur un rachis long de 1,5 à 4(6,5) cm, glabre ou légèrement pubérulent, lenticellé.
Les pédicelles florifères sont longs de 1 à 1,5(2,6) cm, glabres ou légèrement pubérulents, ébractéolés.
Les pédoncules sont robustes, longs de 2 à 8,5(11) cm, glabres ou légèrement pubérulents-glabrescents, cylindriques, crustacés-lenticellés.
Les fleurs sont hermaphrodites.
Le calice est vert, de forme largement cupuliforme, long de (4)7 à 12 mm, glabrescent à l'extérieur, avec 5 sépales verdâtres, semi-orbiculaires, arrondis, longs de 2 à 3 mm pour 4(5) mm de large, à marges brièvement ciliolés.
La corolle est longue de (1)1,7-2,5(3) cm, à 5 pétales libres, longs de 2 à 2,3(3) cm pour 1 à 1,2(1,5) cm de large, de forme elliptique-oblongue, légèrement inégaux, de couleur jaunâtre à crème, parfois teintée d'orange.
On compte environ 280-520 étamines, en deux rangées, longues de (2)3 cm à l'intérieur, à 4(–6,5) cm à l'extérieur, de couleur rouge foncé à violet vif à la base et devenant progressivement blancs vers l'apex (rarement jaune ou blanc), dont les filets sont peu réunis à la base en une unité caduque.
les anthères sont de couleur jaune.
La partie apicale tuberculée, les filaments internes beaucoup plus courte, 1,0-1,5 cm de long, tuberculée sur toute la longueur, les anthères petites.
L'ovaire est glabre, contient 4 loges, et porte 4 styles jaunâtres passant au rouge à la base, longs de 4 à 5 cm, glabres, filamenteux.
Le fruit est une drupe de forme ellipsoïde-globuleuse, de couleur jaunâtre mat, contenant 1-2 loges (1-2 noyaux), longue de 5-6 cm pour 5-8(10) cm de large, couverte de lenticelles ferrugineuses.
L'épicarpe (ou exocarpe) est coriace, glabre, crustacé, charnu épais d'1 mm.
Le péricarpe est épais, coriace-charnu, restant attaché au mésocarpe.
Le mésocarpe est charnu, épais d'environ 5 mm, composé d'une pâte grasse blanc-jaunâtre, mesurant 3-4 x 4-5 cm, enveloppant les épines de l'endocarpe mais s'en détachant facilement.
L'endocarpe forme un noyau sub-réniforme, mesurant 3-4 x 4-5 cm, ligneux, dur, de couleur brun-rougeâtre, épais d'environ 2 mm, hérissé de nombreuses épines robustes, fines, aiguës et longues de 5 à 15 mm et glabre à l'intérieur.
Il contient une amande de forme subovoïde longue de 3 à 5 cm pour 2 à 3,5 cm de large.
La germination est hypogée,,,,,.

### Taxons infrascpéfiques
On reconnait 3 sous-espèces au sein de Caryocar glabrum :
- C. glabrum subsp glabrum - stipelles caduques, calice long de 8,0 à 12,0 mm et étamines longues de 5,0 à 6,0 cm.
- C. glabrum subsp. parviflorum - petits stipelles persistants, calice long d'environ 7,0 mm, étamines longues de 3,0 à 4,5 cm, aisselle des nervures primaires glabres, et rachis de l'inflorescence long de 2,0-3,0 cm.
- C. glabrum subsp. album - stipelles persistants, calice long d'environ 7,0 mm, étamines longues de 3,0 à 4,5 cm, aisselle des nervures primaires barbelées, et rachis de l'inflorescence long d'environ 7,0 cm.

## Répartition

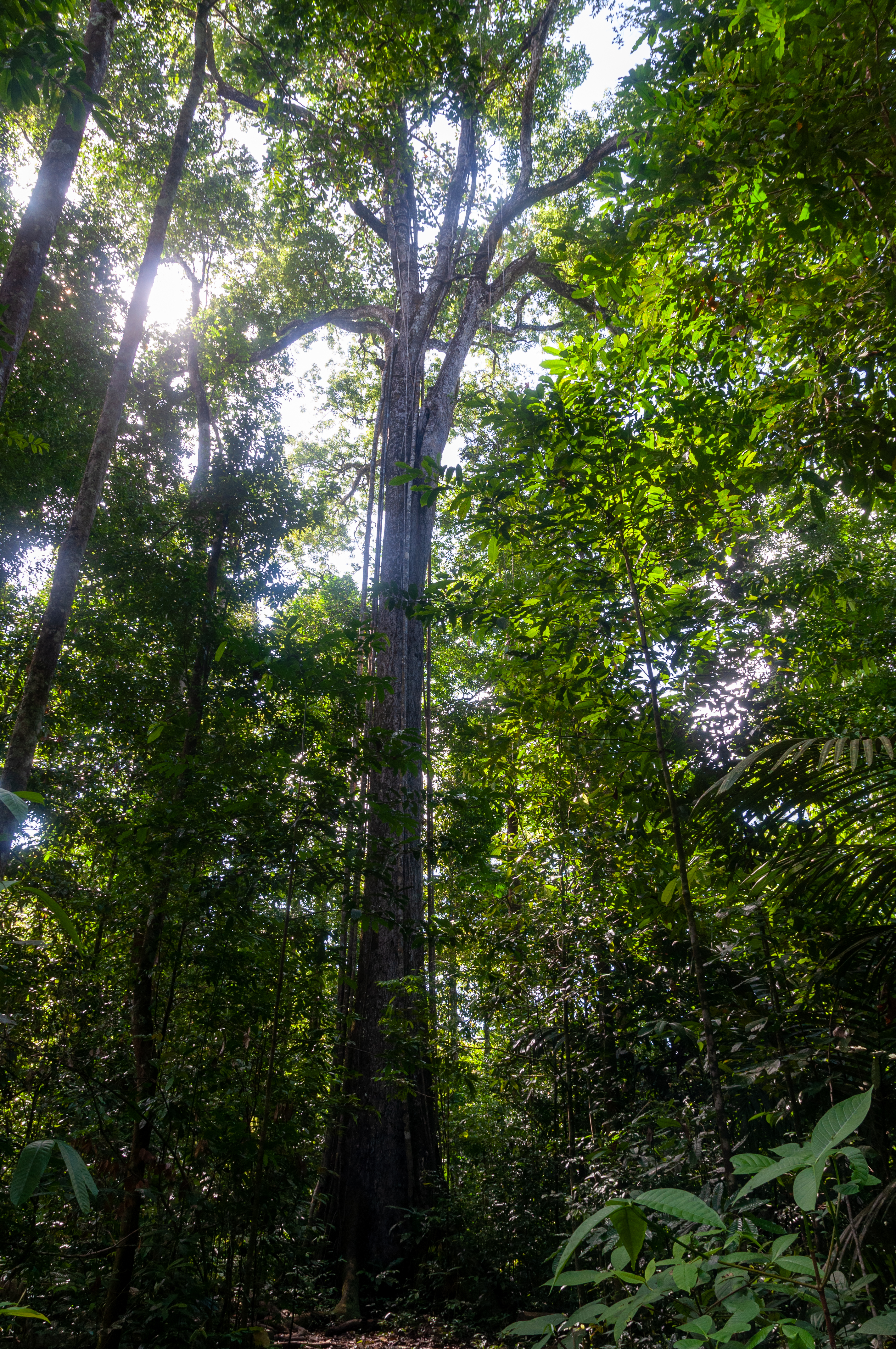
Caryocar glabrum à la montagne des Singes en Guyane.

Caryocar glabrum est l'espèce de Caryocar la plus répandue dans les Guyanes et la forêt amazonienne de terre ferme.
Caryocar glabrum est présent au Venezuela (Delta Amacuro Amazonas, au Guyana, au Suriname, en Guyane, dans l'Équateur amazonien, au Pérou, au Brésil, et en Bolivie.
- C. glabrum subsp glabrum  est présent des Guyanes au nord de l'Amazonie (Colombie, Pérou, Venezuela, est du Pará au Brésil).
- C. glabrum subsp. parviflorumest présent au Brésil de Manaus au centre-sud de l'Amazonie.
- C. glabrum subsp. album est uniquement connu du type collecté au Guyana (Kamarang Station, bassin de la haute Mazaruni)[8].

## Écologie
Caryocar glabrum pousse dans les forêts primaires humides du nord de l'Amérique du sud sur les sols bien drainants.
Au Venezuela on rencontre Caryocar glabrum dans les forêts de basse altitude sempervirentes non inondées, autour de 50–200 m d'altitude.
Dans le centre de la Guyane, Caryocar glabrum est assez commun, en forêt de terre ferme (non inondée), fleurit en août, novembre, décembre), et fructifie en février, mai, juin.
- C. glabrum subsp glabrum pousse dans les forêts sur les sols de terre ferme (non inondés), et a été récolté en fleur dans les Guyanes d'août à avril et en Amazonie de juin à novembre.
- C. glabrum subsp. parviflorum pousse dans les forêts sur les sols de terre ferme (non inondés), et a été récolté en fleurs octobre et novembre.
- C. glabrum subsp. album a été récolté en fleur en octobre[8].

Caryocar glabrum peut-être multiplié par graines.
L'influence de la litière d'une plantation de Caryocar glabrum sur les communautés microbiennes et de vers de terre a été étudiée.
La relation entre la structure des feuilles de Caryocar glabrum, sa teneur en nutriments minéraux et la résistance à la sécheresse a été étudiée dans les forêts tropicales humides de la région du haut Rio Negro.

## Utilisations

### Alimentation
Les graines oléagineuses de C. glabrum subsp glabrum sont comestibles, et consommées par les indigènes dans toute son aire de répartition.
Le mésocarpe peu abondant du fruit n'est pas utilisé dans le Pará, mais on y consomme parfois son amande savoureuse.
Son goût rappelle celui de la noisette, peut être consommée crue.

« SAOUARI arbor. Je n'ai vû que le fruit de cet arbre , qui eſt une maniere de coque oſſeuſe heriſſée de piquans , à peu près comme nos châtaignes , ayant la figure d'un Rein , renfermant en dedans une amande douceâtre , qui eſt bonne à manger. »

— Pierre Barrère, 1741.
Cependant, le potentiel économique des noix de Caryocar glabrum semble limité, en raison des épines de l'endocarpe, qui le rendent difficile à manipuler. Une sélection génétique seraient nécessaires pour augmenter la taille des noix et peut-être améliorer suffisamment leur saveur et surmonter l'inconvénient de l'endocarpe. Cette espèce serait plus prometteuse pour des fins sylvicoles que pour ses noix

### Construction
Dans l'État du Pará où il est commun, le bois brun jaune de Caryocar glabrum est de bonne qualité, mais considéré comme plus grossier et beaucoup moins estimé que celui du « vrai » piquiá (Caryocar villosum),.

« Saouari. Chawari. Chaouari. Caryocar glabrum Per. (Rizobolacées) (Saouari glabra. d'Aublet). - Arbre haut et gros. Bois blanc rosé, à fibres enchevêtrées, de longue conservation. Constructions navales. Menuiserie intérieure et extérieure. Charronnage. Pesanteur sp. : sec 0,820, vert 1,187. Force 211 kilogrammes.

Le Saouari a un fruit butyreux, avec un noyau hérissé de piquants, comme le Pekea [Caryocar villosum], ce qui fait confondre souvent les deux arbres. Mais ses feuilles sont réunies par trois à l'extrémité d'un même pédoncule, tandis que celles du Pekea sont par cinq. »

— Gabriel Devez, 1932.

« Pers. Tome III, 16., Saouari ou chawari. Le bois, à densité de 0,08 et a fibres entrecroisées est excellent et utilisé pour les charpentes, le charronnage, la carrosserie, la menuiserie, les constructions navales ; l'amande est comestible et savoureuse (Devez 75 ; Mission for . 83 ; Arch. jard. Rio· IV, 132). »

— Albert Lemée, 1956.
En Amazonie péruvienne, il est utilisé dans les constructions rurales, pour les poteaux de clôture, la construction de bateaux et les revêtements de sol. C. glabrum subsp glabrum est principalement utilisé pour la construction de bateaux au Brésil (comme dans toute l'Amazonie), mais entre aussi parfois comme bois commercial.
L'écorce est utilisée pour la construction dans toute l'Amazonie
La structure du bois de Caryocar glabrum a été étudiée.

### Poison de pêche
la pulpe du mésocarpe des fruits de Caryocar glabrum est utilisé comme poison de pêche, dans le nord-ouest de l'Amazonie (Colombie, Venezuela et Brésil) principalement chez quelques ethnies amazoniennes (Tukano et Maku) comme poison de pêche (comme Caryocar microcarpum) : chez les Macus (pt), sur le Rio Uneuixi (sv), les péricarpes de C. glabrum subsp glabrum sont mélangés dans un trou boueux dans le sol quelques jours auparavant puis jeté dans un petit ruisseau (la mousse abondante sur l'eau indiquant une teneur élevée en saponines),. Ailleurs, on emploie aussi le mésocarpe et l'endocarpe du fruit vert broyés et mélangés dans de l'eau.

### Pharmacopée
Chez les Palikur, l'écorce de Caryocar glabrum est grillée avec des morceaux de carapace de tortue denticulée (Geochelone denticulata), pulvérisée, mélangée à du suif (chandelle molle), étalée au fond d'une calebasse, chauffée à feu doux et appliquée sur les tumeurs externes.

### Chimie
L'extrait d'écorce de tige de Caryocar glabrum contient des glycosides phénolique présentant une activité inhibitrice de la tyrosinase fongique
.
On a isolés deux glucosides de dihydroisocoumarine dans l'écorce de tige de Caryocar glabrum.
21 nouvelles saponines triterpénoïdes et 9 autres déjà connues ont été isolées dans les fruits de Caryocar glabrum.
On a testé sur Caryocar glabrum différents protocoles d'extraction d'ADN génomique à partir de bois séché.
L'activité antioxydante in vitro, et les effets d'extraits de Caryocar glabrum sur le profil des acides gras de souris a été étudiée.
Les feuilles de Caryocar glabrum présentent une activité antioxydante élevée et contient de fortes teneurs en anthocyanes, flavonoides , catéchines et proanthocyanidines.
La chimie de Caryocar glabrum a été analysée.

## Protologue
En 1775, le botaniste Aublet propose le protologue suivant : 

« SAOUARI glabra (Tabula 240.)

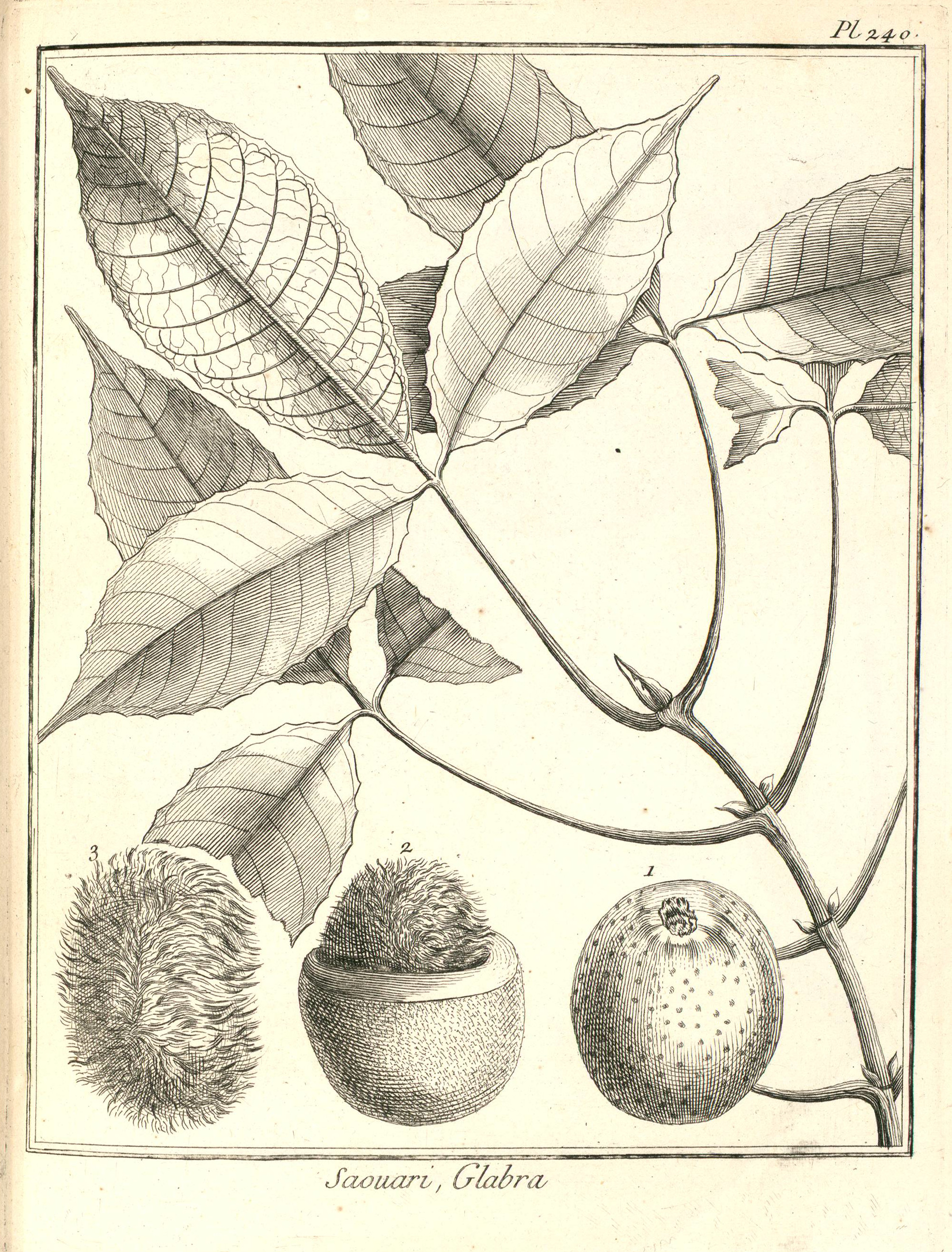
Caryocar glabrum par Aublet (1775)
Planche 240. - 1. Baie. - 2. Baie à laquelle on a enlevé une portion de fin écorce. - 3. Noyau hériſſé de piquants.

Saouari arbor. Bar. Franc. Æquinox. 101.
Arbor trunco ſexaginta aut odoginta-pedali, ad ſummitatem ramoſo ; ramis redis & declinatis, hinc & indè ſparſis; ramulis oppoſitis, folioſis & fructiferis. Folia oppoſita, digitata, ternata ; foliolis ſubſeſſilibus, ovatis, ſubdentatis, in acumen longum deſinentibus, glabris, venoſis, tubentibus, ad apicem petioli longi adnexis. Gemmæ foliorum antè evolutionem, duabus stipulis longis, concavis, deciduis, involvuntur. Fructus racemoſi, axillares & terminales. Pericarpium : drupa oviformis, cujus cortex aſper, rufeſcens, carnoſus, carne butiraceâ, ſubviridi, nucem ſetis rigidis tedam & aſperatam, involvente ; teſta fragilis ; nucleus dulcis & edulis. Cortex drupæ, dùm fenuit, dehiſcit in rimas undique ſparſas.
Fructum ferebat Februario.
Habitat in ſylvis Guianæ & Caux propè praidium domini Boutin, quo in loco plurimas arbores cultas obſervavi.
Nomen Caribæum SAOUARI.

LE SAOUARI à feuilles liſſes. (Planche 240.)
Les feuilles du Saouari ſont oppoſées, à trois lobes ou folioles, & portées ſur un pédicule de cinq à ſix pouces de longueur : avant leur développement elles ſont renfermées entre deux stipules qui tombent de bonne heure ; on en voit l'impreſſion ſur les jeunes branches. Les lobes de chaque feuille ſont ovales, fermés, termines par une longue pointe, dentelés a leurs bords, & marques en deſſous de nervures ſaillantes qui s'étendent du milieu vers la circonférence ; ces lobes ſont de couleur rougeâtre qui s'éclaircit en approchant des bords. La longueur ordinaire du lobe intermédiaire eſt d'environ quatre pouces, ſur deux & demi de largeur ; les lobes latéraux ſont plus petits. 
Son fruit, par ſa forme, approche de celle d'un œuf. Son écorce eſt brune, rude comme la peau du chien de mer, aſſez épaiſſe ; elle ſe gerſée & ſe détache, alors on trouvé une pulpe douce, fondante, de la conſiſtance du beurre & de couleur verdâtre, ſous laquelle eſt une coque hériſſée de piquants, & qui contient une amande aſſez groſſe, fort agréable au goût ; on en pourroit tirer une huile ſemblable à celle des amandes douces. 
Cet arbre devient fort haut & s'étend beaucoup ; ſon tronc a ſouvent plus de quatre pieds de diamètre ; ſon bois eſt employé pour faire des chaloupes, de grandes pirogues, des canots à Rocou, des courbes, des jumelles, des madriers & du bardeau. On le trouvé en différents endroits de la Guiane, particulièrement à Orapu, à la crique des Galibis, à Sinémari, & à Caux ſur l'habitation de M. Boutin, ou il eſt cultivé. Son fruit ſe vend dans les marchés de Caïenne ; les Créoles en ſont fort friands, & l'eſtiment autant que nous ſaiſons les cerneaux en Europe.
Cet arbre eſt nommé SAOUARI par les peuples du pays & les habitans de Caïenne. »

— Fusée-Aublet, 1775.